# Море Коро

Карта моря

Коро — міжострівне море на південному заході Тихого океану, оточене островами архіпелагу Фіджі: Віті-Леву, Вануа-Леву, Тавеуні і островами Лау.

## Клімат
Акваторія моря цілковито знаходиться в межах тропічного кліматичного поясу. Увесь рік панують тропічні повітряні маси. Сезонний хід температури повітря чітко відстежується. Переважають пасатні вітри. У теплий сезон утворюються тропічні циклони.

## Біологія
Акваторія моря належить до морського екорегіону островів Фіджі зоогеографічної провінції центральної індо-пацифіки. У зоогеографічному відношенні донна фауна континентального шельфу й острівних мілин до глибини 200 м належить до індо-західнопацифічної області тропічної зони.